# Senne Lynen
Senne Lynen (Borsbeek, Bélgica, 19 de febrero de 1999) es un futbolista belga que juega como centrocampista en el Werder Bremen de la 1. Bundesliga.

## Estadísticas

### Clubes
Actualizado al último partido disputado el 3 de noviembre de 2024.
| Club                                  | Div.          | Temporada     | Liga  | Liga  | Copas nacionales | Copas nacionales | Copas internacionales | Copas internacionales | Total | Total |
| Club                                  | Div.          | Temporada     | Part. | Goles | Part.            | Goles            | Part.                 | Goles                 | Part. | Goles |
| ------------------------------------- | ------------- | ------------- | ----- | ----- | ---------------- | ---------------- | --------------------- | --------------------- | ----- | ----- |
| S. C. Telstar · Países Bajos          | 2.ª           | 2017-18       | 11    | 0     | 0                | 0                | ―                     | ―                     | 11    | 0     |
| S. C. Telstar · Países Bajos          | 2.ª           | 2018-19       | 29    | 4     | 1                | 0                | ―                     | ―                     | 30    | 4     |
| S. C. Telstar · Países Bajos          | 2.ª           | 2019-20       | 25    | 1     | 2                | 0                | ―                     | ―                     | 27    | 1     |
| S. C. Telstar · Países Bajos          | Total club    | Total club    | 65    | 5     | 3                | 0                | 0                     | 0                     | 68    | 3     |
| Royale Union Saint-Gilloise · Bélgica | 2.ª           | 2020-21       | 20    | 1     | 2                | 0                | ―                     | ―                     | 22    | 1     |
| Royale Union Saint-Gilloise · Bélgica | 1.ª           | 2021-22       | 10    | 1     | 0                | 0                | ―                     | ―                     | 10    | 1     |
| Royale Union Saint-Gilloise · Bélgica | 1.ª           | 2022-23       | 37    | 1     | 4                | 0                | 12                    | 1                     | 53    | 2     |
| Royale Union Saint-Gilloise · Bélgica | 1.ª           | 2023-24       | 2     | 0     | 0                | 0                | 0                     | 0                     | 2     | 0     |
| Royale Union Saint-Gilloise · Bélgica | Total club    | Total club    | 69    | 3     | 6                | 0                | 12                    | 1                     | 87    | 4     |
| Werder Bremen · Alemania              | 1.ª           | 2023-24       | 32    | 0     | 0                | 0                | ―                     | ―                     | 32    | 0     |
| Werder Bremen · Alemania              | 1.ª           | 2024-25       | 8     | 0     | 2                | 0                | —                     | —                     | 10    | 0     |
| Werder Bremen · Alemania              | Total club    | Total club    | 40    | 0     | 2                | 0                | 0                     | 0                     | 42    | 0     |
| Total carrera                         | Total carrera | Total carrera | 174   | 8     | 11               | 0                | 12                    | 1                     | 197   | 9     |